# Ornella Muti
Ornella Muti, nome artístico de Francesca Romana Rivelli, (Roma, 9 de março de 1955) é uma atriz italiana- russa.
Modelo infantil, estreou no cinema em 1970, aos 14 anos, no filme La Moglie Più Bella, de Damianio Damiani. Na década de 1970 e 1980 trabalhou com alguns dos maiores cineastas da Europa, como Volker Schlöndorff e Marco Ferreri, além de atuações em filmes norte-americanos.

## Biografia
Ornella nasceu em Roma em 1955, filha de um jornalista de Nápoles e de Ilse Renate Krause, uma escultora da Estônia. Seu avós maternos emigraram de São Petersburgo para a Estônia, onde sua mãe nasceu. Sua irmã mais velha, nascida em 1950, se chama Claudia.
Seus filmes mais conhecidos são Flash Gordon (1979) superprodução com Max von Sydow e Timothy Dalton,  Um Amor de Swann com Jeremy Irons e Crônica de uma Morte Anunciada, baseado no livro de Gabriel Garcia Marquez, de Francesco Rosi, os dois últimos na década de 1980.
Em 1994 foi eleita "A Mulher Mais Bonita do Mundo" por pesquisa internacional entre os leitores da revista Class. Um de seus grandes arrependimentos na carreira foi ter recusado o papel de principal bond girl de 007 Somente Para Seus Olhos (1981), Melina Havelock, escrito especialmente para ela.

## Vida pessoal
Ornella foi casada duas vezes, primeiro com Alessio Orano, colega com quem atuou em The Most Beautiful Wife, 1975 a 1981. Em 1988, ela se casou com Federico Fachinetti, de 1988 a 1996. Orndella tem três filhos, Naike Rivelli (nascida em 1974), modelo, cantora e atriz (filha de José Luis Bermúdez de Castro Acaso, produtor de cinema espanhol; um filho Andrea, e uma segunda filha, Carolina, os dois de seu casamento com Fachinetti. Ornella é hoje cidadã russa, morando em Moscou.

## Filmografia
- La moglie più bella, de Damiano Damiani (1969)
- Il sole nella pelle, de Giorgio Stegani (1970)
- Un posto ideale per uccidere, de Umberto Lenzi (1971)
- Un solo grande amore, de Claudio Guerín (1971)
- Esperienze prematrimoniali, de Pedro Masó (1972)
- Fiorina la vacca, de Vittorio De Sisti (1972)
- Le monache di Sant'Arcangelo, de Domenico Paolella (1972)
- Tutti i figli di Mamma Santissima, de Alfredo Cattabiano (1972)
- Appassionata, de Gianluigi Calderone (1974)
- La segretaria, de Pierre Lara (1973)
- L'altra faccia del padrino, de Franco Prosperi (1973)
- Una Chica Y Un Señor, de Pedro Masó (1973)
- Paolo il caldo, de Marco Vicario (1973)
- Romanzo popolare, de Mario Monicelli (1974)
- Come una rosa al naso, de Franco Rossi (1975)
- La joven casada, de Mario Camus (1975)
- Léonor, de Juan Luis Buñuel (1975)
- La stanza del vescovo, de Dino Risi (1976)
- L'Agnese va a morire, de Giuliano Montaldo (1976)
- La dernière femme, de Marco Ferreri (1976)
- I nuovi mostri, de Dino Risi (1977)
- Morte di una carogna, de G Lauter (1977)
- Ritratto di borghesia in nero, de Tonino Cervi (1977)
- Eutanasia di un amore, de Enrico Maria Salerno (1978)
- Giallo napoletano, de Sergio Corbucci (1978)
- Primo amore, de Dino Risi (1978)
- Flash Gordon, de Mike Hodges (1979)
- Aveux spontanés, de Grigori Chukhrai (1979)
- Love and Money, de James Toback (1979)
- Il bisbetico domato, de Castellano e Pipolo (1980)
- Innamorato pazzo, de Castellano e Pipolo (1981)
- Nessuno è perfetto, de Pasquale Festa Campanile (1981)
- Storie di ordinaria follia, de Marco Ferreri (1981)
- Bonnie e Clyde all'italiana, de Steno (1982)
- La ragazza di Trieste, de Pasquale Festa Campanile (1982)
- Du côté de chez Swann, de Volker Schlöndorff (1983)
- Un povero ricco, de Pasquale Festa Campanile (1983)
- Il futuro è donna, de Marco Ferreri (1984)
- Grandi magazzini, de Castellano e Pipolo (1985)
- Tutta colpa del paradiso, de Francesco Nuti (1985)
- Cronaca di una morte annunciata, de Francesco Rosi (1986)
- Stregati, de Francesco Nuti (1986)
- Io e mia sorella, de Carlo Verdone (1987)
- Codice privato, de Francesco Maselli (1988)
- Il frullo del passero, de Gianfranco Mingozzi (1988)
- 'O re, de Luigi Magni (1988)
- Wait Until Spring, Bandini, de Dominique Durredére (1989)
- Il viaggio di Capitan Fracassa, de Ettore Scola (1990)
- La domenica specialmente, de Giuseppe Bertolucci (1990)
- Oscar, de John Landis (1990)
- Stasera a casa di Alice, de Carlo Verdone (1990)
- Il conte Max, de Christian De Sica (1991)
- Vacanze di Natale '91, de Enrico Oldoini (1991)
- El amante bilingüe, de Vicente Aranda (1992)
- Non chiamarmi Omar, de Sergio Staino (1992)
- Mordburo, de Lionel Kopp (1995)
- Mi fai un favore, rde Giancarlo Scarchilli (1996)
- Pour rire!, regia di Lucas Belvaux (1996)
- Somewhere in the city, regia di Ramin Niami (1996)
- Panni sporchi, regia di Mario Monicelli (1999)
- Tierra de fuego, regia di Miguel Littin (1999)
- Tatiana, la muñeca rusa, de Santiago San Miguel (1999)
- Una lunga, lunga, lunga notte d'amore, de Luciano Emmer (2000)
- Last Run, regia di Anthony Hickox (2001)
- Hotel, de Mike Figgis (2001)
- Après la vie, de Lucas Belvaux (2002)
- Cavale, de Lucas Belvaux (2002)
- Un couple épatant, de Lucas Belvaux (2002)
- The Tulse Luper Suitcases, de Peter Greenaway (2003)
- Ingannevole è il cuore più di ogni cosa, regia di Asia Argento (2004)
- People - Jet-Set 2, de Fabien Ontrenient (2004)
- Les Bronzés 3 : Amis pour la vie, de Patrice Leconte (2006)
- Civico zero, de Francesco Maselli (2007)
- Doc West (2009, TV Movie) commo Debra Downing
- To Rome with Love (2012) como Pia Fusari
- Checkmate (2016) como Penury
- Magical Nights (2018) como Federica